# VR Dm3
De Dm3 en de opvolger Dm4 waren motorrijtuigen met dieselhydraulische aandrijving voor het regionaal personenvervoer van de Finse spoorwegonderneming VR-Yhtymä (VR).

## Geschiedenis
De VR-Yhtymä bestelde in 1949 tien motorrijtuigen bij de Finse fabrikant Valmet. Deze motorrijtuigen werden in 1953-1954 als serie Dm3 afgeleverd. In 1955 volgde een nieuwe bestelling van veertien motorrijtuigen die in 1956-1959 als serie Dm4 afgeleverd.
Oorspronkelijk werden alle assen aangedreven. Door problemen met kruiskoppelingen werden later een aantal aandrijfassen verwijderd waardoor een andere asindeling ontstond.

## Constructie en techniek
De motorrijtuig is opgebouwd uit een stalen frame. De tractie-installatie heeft een dieselmotor die gekoppeld is aan een hydraulische versnellingsbak die ieder door aandrijfassen verbonden is met beide draaistellen en daarbij een van de twee assen aandrijft. De wielen van de serie Dm3 en serie Dm4 hebben een diameter van 960 mm.

## Treindiensten
De treinen werden door de VR-Yhtymä ingezet op veel lokale trajecten.